# جون جورج شامبيون
جون جورج شامبيون (1815-1854) (بالإنجليزية: John George Champion)‏ هو عالم نبات بريطاني.

## نباتات مسماة على أسمه
تم تسمية أكثر من سبعين نوعاً من النباتات على اسمه تكريماً له, منها:
- (الأقنتية) Ecbolium championii أوتو كونتزه
- (الأقنتية) Justicia championii T.Anderson ex جورج بنتام
- (الزراوندية) Aristolochia championii إلمر درو ميريل & وون يونغ تشون
- (الحمحمية) Ehretia championii روبرت وايت & جورج غاردنر ex تشارلز بارون كلارك
- (البلوطية) Cyclobalanopsis championii Oerst.
- (الفوية) Neurocalyx championii جورج بنتام ex Thwaites